# Trojka (gezelschap)
Een trojka (Russisch: тройка) is een Russisch woord voor een driemanschap, dat sinds 1953 als zodanig ook in de Nederlandse taal is doorgedrongen.

## Russische trojka
Na de dood van Stalin op 5 maart 1953 volgde een driemanschap, bestaande uit Nikita Chroesjtsjov (secretaris van het Centraal Comité van de Communistische Partij), Nikolaj Boelganin (minister van Defensie) en Lavrenti Beria (minister van Binnenlandse Zaken en hoofd van de NKVD) hem op als machthebbers in de Sovjet-Unie. In juni van dat jaar werd Beria gearresteerd en vervangen door Georgi Malenkov (premier). Uiteindelijk trok Chroesjtsjov op 27 maart 1958 ook de functie van premier naar zich toe en beëindigde daarmee het collectieve leiderschap.

## Poolse trojka
Een ander als trojka bekend geworden driemanschap was de Poolse arbeidsorganisatie Comité ter Verdediging van Arbeiders (Pools: Komitet Obrony Robotników oftewel KOR), bestaande uit Jacek Kuroń, Adam Michnik en Zbigniew Bujak. Dit driemanschap speelde in 1981 een belangrijke rol bij het ontstaan van de vakbond Solidarność (Solidariteit).